# Hofmarschallhaus

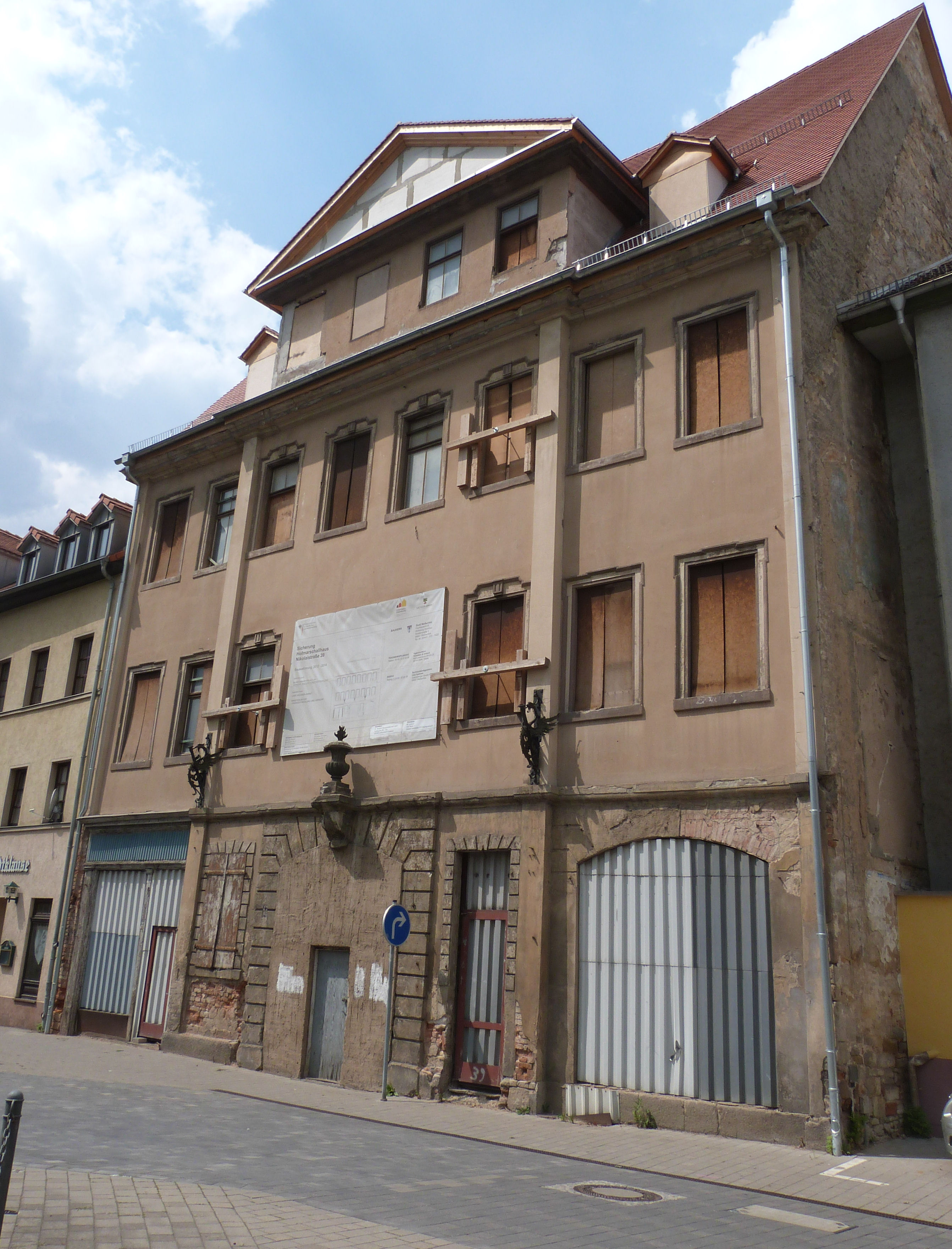
Hofmarschallhaus in Weißenfels

Das Hofmarschallhaus ist ein denkmalgeschütztes Gebäude in der Stadt Weißenfels in Sachsen-Anhalt. Im örtlichen Denkmalverzeichnis sind die Gebäude unter der Erfassungsnummer 094 09135 als Baudenkmal verzeichnet.

## Geschichte
Der Gebäudekomplex unter der Adresse Nikolaistraße 39 in Weißenfels ist das 1709 für Hans Moritz von Brühl errichtete Hofmarschallhaus. Das einst über die anderen Gebäude hinausragende dreigeschossige Gebäude bezeugt alleine in seiner Höhe die Bedeutung seines Erbauers, der eine Reihe von Ämtern bekleidete, wie Geheimer Rat, Oberhofmeister des Herzogs von Sachsen-Weißenfels, Oberhauptmann des Fürstentums Sachsen-Querfurt und der Thüringer Landesportion. Auf eine prunkvolle Fassade wurde verzichtet, gleichwohl galt das Gebäude als Adelspalais. Die einstige Tordurchfahrt ist vermauert, aber immer noch erkennbar. In den insgesamt über 26 Räumen sind barocke Stuckarbeiten erhalten.
Im Jahr 1738 wurde in dem Hofmarschallhaus der Dramatiker Joachim Wilhelm von Brawe geboren.
Seit den 1970er Jahren steht das Gebäude leer und musste seitdem mehrfach notgesichert werden. Er wird derzeit saniert.